# Élections législatives de 1876 dans le Gers
Les élections législatives de 1876 ont eu lieu les 20 février et 5 mars 1876.

## Résultats à l'échelle du département
| Partis         | Partis                            | Premier tour | Premier tour | Deuxième tour | Deuxième tour | Sièges |
| Partis         | Partis                            | Voix         | %            | Voix          | %             | Sièges |
| -------------- | --------------------------------- | ------------ | ------------ | ------------- | ------------- | ------ |
|                | Bonapartistes                     | 37 356       | 50,13        | 7 763         | 51,93         | 4      |
|                | Républicains, Gauche républicaine | 16 441       | 22,06        |               |               | 1      |
|                | Union républicaine                | 6 552        | 8,79         | 7 186         | 48,07         | 0      |
|                | Légitimistes                      | 5 863        | 7,87         |               |               | 0      |
|                | Centre gauche                     | 5 846        | 7,85         | 0             |               |        |
|                | Centre droit                      | 2 459        | 3,30         | 0             |               |        |
|                |                                   |              |              |               |               |        |
| Inscrits       | Inscrits                          | 88 124       | 100,00       | 17 425        | 100,00        | 5      |
| Votants        | Votants                           |              |              | 15 065        | 86,46         |        |
| Abstentions    | Abstentions                       |              |              | 2 360         | 13,54         |        |
| Blancs et nuls | Blancs et nuls                    |              |              | 116           | 0,77          |        |
| Exprimés       | Exprimés                          | 74 517       |              | 14 949        | 99,23         |        |

## Résultats par arrondissement

### Arrondissement d'Auch
| Candidats      | Candidats             | Étiquette          | Premier tour | Premier tour | Deuxième tour | Deuxième tour |
| Candidats      | Candidats             | Étiquette          | Voix         | %            | Voix          | %             |
| -------------- | --------------------- | ------------------ | ------------ | ------------ | ------------- | ------------- |
|                | Jules-Victor Peyrusse | Bonapartiste       | 6 926        |              | 7 763         |               |
|                | Jean David            | Union républicaine | 6 631        |              | 7 186         |               |
|                | De la Rocque          | Légitimiste        | 1 291        |              |               |               |
|                | Divers                | Divers             |              |              | 32            |               |
|                |                       |                    |              |              |               |               |
| Inscrits       | Inscrits              | Inscrits           | 17 425       | 100,00       | 17 425        | 100,00        |
| Votants        | Votants               | Votants            | 14 903       |              | 15 066        |               |
| Abstention     |                       |                    |              |              |               |               |
| Blancs et nuls | Blancs et nuls        | Blancs et nuls     | 44           |              |               |               |
| Exprimés       | Exprimés              | Exprimés           | 14 859       |              | 14 981        |               |

### Arrondissement de Condom
| Candidats      | Candidats         | Étiquette    | Premier tour | Premier tour |
| Candidats      | Candidats         | Étiquette    | Voix         | %            |
| -------------- | ----------------- | ------------ | ------------ | ------------ |
|                | Paul de Cassagnac | Bonapartiste | 9 818        |              |
|                | Lacroix           | Républicain  | 6 907        |              |
|                | De Cugnac         | Légitimiste  | 1 007        |              |
|                | Divers            |              |              |              |
|                |                   |              |              |              |
| Inscrits       | Inscrits          | Inscrits     | 20 969       | 100,00       |
| Votants        | Votants           | Votants      | 17 798       |              |
| Abstention     |                   |              |              |              |
| Blancs et nuls |                   |              |              |              |
| Exprimés       | Exprimés          | Exprimés     | 17 759       |              |

### Arrondissement de Lectoure
| Candidats      | Candidats          | Étiquette           | Premier tour | Premier tour |
| Candidats      | Candidats          | Étiquette           | Voix         | %            |
| -------------- | ------------------ | ------------------- | ------------ | ------------ |
|                | Albert Descamps    | Gauche républicaine | 6 465        | 51,92        |
|                | Alexis De Lagrange | Bonapartiste        | 5 424        | 43,56        |
|                | De Galard          | Centre droit        | 562          | 4,51         |
|                |                    |                     |              |              |
| Inscrits       | Inscrits           | Inscrits            | 14 578       | 100,00       |
| Votants        | Votants            | Votants             | 12 477       | 85,59        |
| Abstention     | Abstention         | Abstention          | 2 101        | 14,41        |
| Blancs et nuls | Blancs et nuls     | Blancs et nuls      | 26           | 0,21         |
| Exprimés       | Exprimés           | Exprimés            | 12 451       | 99,79        |

### Arrondissement de Lombez
| Candidats      | Candidats            | Étiquette      | Premier tour | Premier tour |
| Candidats      | Candidats            | Étiquette      | Voix         | %            |
| -------------- | -------------------- | -------------- | ------------ | ------------ |
|                | Justin Fauré         | Bonapartiste   | 5 007        | 50,26        |
|                | Brocas               | Républicain    | 3 059        | 30,70        |
|                | Albert de Rességuier | Monarchiste    | 1 897        | 19,04        |
|                |                      |                |              |              |
| Inscrits       | Inscrits             | Inscrits       | 11 780       | 100,00       |
| Votants        | Votants              | Votants        | 9 974        | 84,67        |
| Abstention     | Abstention           | Abstention     | 1 806        | 15,33        |
| Blancs et nuls | Blancs et nuls       | Blancs et nuls | 11           | 0,11         |
| Exprimés       | Exprimés             | Exprimés       | 9 963        | 99,89        |

### Arrondissement de Mirande
| Candidats      | Candidats                            | Étiquette      | Premier tour | Premier tour |
| Candidats      | Candidats                            | Étiquette      | Voix         | %            |
| -------------- | ------------------------------------ | -------------- | ------------ | ------------ |
|                | Bernard-Adolphe Granier de Cassagnac | Bonapartiste   | 10 463       | 52,62        |
|                | Jean-Eugène Maumus                   | Centre gauche  | 5 846        | 29,40        |
|                | A. De Gontaut                        | Légitimiste    | 3 576        | 17,98        |
|                |                                      |                |              |              |
| Inscrits       | Inscrits                             | Inscrits       | 23 372       | 100,00       |
| Votants        | Votants                              | Votants        | 19 954       | 85,38        |
| Abstention     | Abstention                           | Abstention     | 3 418        | 14,62        |
| Blancs et nuls | Blancs et nuls                       | Blancs et nuls | 69           | 0,35         |
| Exprimés       | Exprimés                             | Exprimés       | 19 885       | 99,65        |